# Philippe Théaudière
Philippe Théaudière, né le 9 juin 1942 à Dijon et mort le 29 décembre 2016 dans le 15e arrondissement de Paris, est un directeur de la photographie et réalisateur français.

## Biographie
Philippe Théaudière a travaillé comme directeur de la photographie pour le cinéma et pour la télévision dans le domaine de la fiction et du documentaire. Il a également conçu des lumières pour le théâtre. Après des études secondaires au lycée Carnot à Dijon, il est venu à Paris suivre les cours de l'École technique de photographie et de cinéma (ETPC) de 1961 à 1963, dont il sort diplômé. En 1964-65 il effectue son service militaire à l'ECPA, au fort d'Ivry, où il participe à de nombreuses missions, notamment pour la Marine, qui lui permettent d'approfondir efficacement son métier.
À la fin de ses études à l'école de la rue de Vaugirard, grâce à son camarade, Daniel Lacambre, il rencontre Jean Eustache qui lui permet de commencer très tôt sa carrière de directeur de la photographie. Sur les douze films tournés par J. Eustache, il en a filmé huit. Parallèlement il travaille comme cameraman et 1er assistant de Nestor Almendros sur le film de François Truffaut L'Enfant sauvage (1969). Il est également cameraman sur le film de Pierre Jourdan, Un danseur : Rudolph Noureev (1970).
Philippe Théaudière « sut être là pour servir Jean Eustache dans presque tous ses films ou bien encore Otar Iosseliani à ses débuts », rappelle Angelo Cosimano dans l'hommage qu'il lui rend sur le site de l'AFC.

## Filmographie partielle

### Réalisateur
- 1963 : Dedans Paris (court métrage)

### Directeur de la photographie
- 1963 : Les Mauvaises Fréquentations de Jean Eustache (primé au festival d'Evian 1964)
- 1966 : Le Père Noël a les yeux bleus de Jean Eustache (Semaine de la Critique à Cannes en 1966)
- 1967 : Les Contrebandières de Luc Moullet
- 1967 : Des terrils et des Turcs de Jean-Michel Barjol (court métrage)
- 1968 : La Rosière de Pessac de Jean Eustache
- 1968 : Les Deux Marseillaises de Jean-Louis Comolli et André S. Labarthe
- 1970 : Le Cochon de Jean Eustache
- 1971 : Numéro zéro de Jean Eustache
- 1972 : Olivier Messiaen et les oiseaux de Denise Tual et Michel Fano
- 1972 : The French Love de José Benazeraf
- 1974 : Le Bordel, 1re époque : 1900 de José Benazeraf
- 1975 : Les Lesbiennes de José Benazeraf
- 1976 : Les Week-ends maléfiques du Comte Zaroff de Michel Lemoine
- 1978 : Tire pas sur mon collant de Michel Lemoine
- 1979 : Duos sur canapé de Marc Camoletti
- 1979 : Le Jardin des délices de Jérôme Bosch de Jean Eustache
- 1979 : La Rosière de Pessac (2e version) de Jean Eustache
- 1980 : Offre d'emploi de Jean Eustache
- 1982 : Ça va faire mal ! de Jean-François Davy
- 1983 : Le Jour le plus court de Pierre Kast
- 1984 : Les Favoris de la lune d'Otar Iosseliani (Prix Spécial du Jury au Festival de Venise 1984)
- 1988 : Coupe franche de J.P. Saune
- 1989 : À deux minutes près d'Éric Le Hung
- 1991 : Le Secret de Sarah Tombelaine de Daniel Lacambre (Sélection Officielle du Festival d'Avoriaz 1991)

Directeur de la photographie pour les téléfilms
- 1979 : La Tisane de sarments, de J.C. Morin
- 1979 : La Grande chasse, de J. Sagols
- 1980 : La Ville noire (d'après George Sand) de J. Tréfouel (2 fois 1 h)
- 1981 : Le Village sur la colline de Yves Laumet (4 fois 1 h 30)
- 1981 : Maria Vaureil de Philippe Pilard
- 1981 : Les Rats de cave de J.C. Morin
- 1981 : Le Veneur noir de P. Planchon (2fois 1h30)
- 1982 : Le Jour le plus court, de Pierre Kast,
- 1983 : Le Brin de muguet, de J.C. Morin
- 1983 : Les Mouettes sur la Saône, de J. Sagols (Prix de la Fondation de France)
- 1984 : Soleil Noir, de Michel Van Zèle (Premier Prix du Jury du festival de Nyon)
- 1984 : La Femme de sa vie, de Michel Favart
- 1986 : Les Colporteurs du Front Populaire, le Groupe Octobre de Michel Van Zèle
- 1988 : Paris Mirages d'Yves Laumet
- 1988 : La Passion selon Callas, de Michel Van Zele
- 1993 : Une saison à l'envers ou Un été à l'envers, de Roger Guillot
- Chef-opérateur de Grands Reportages et Documentaires :
- 1967 : Dario Moreno en Turquie, show-reportage de Gérard Sire
- 1967 : Colette Doréal en Irlande, show-reportage de Gérard Sire
- 1974 : Le Nouveau réalisme (Arman, Tinguely, Cesar, Niki de Saint-Phalle, etc.), d'Adrien Maben
- 1974 : Sauver Fès !, de Larbi Bennani
- 1975 : L'Espagne, reportage politique de Carlos Llanos et Marcel Niedergang
- 1976 : Les 7 piliers de la sagesse : l'Egypte, de P. Chabartier et Roger Stéphane
- 1976 : Portrait du Président Omar Bongo et du Gabon, de Alain Ghéerbrantes et Buana Kabué
- 1977 : Les Instincts : l'inné et l'acquis, dans la série du magazine "Vendredi" de Claude Massot
- 1978 : Frédérique Dard, portrait de Ph Colin et P.A. Boutang
- 1982 : French Confection de Michel Honorin (Prix Albert Londres)
- 1982 : Orson Welles à la Cinémathèque, de Pierre André Boutang
- 1983 : Pays Basque de Otar Iosseliani
- 1984 : Le Japon : Tentations de l'Occident, de Jean et Mali Antoine (Histoire du Japon en 5 fois 52 min)
- 1987 : L'Europe de la Toison d'Or, de Jean Antoine et Jean-Philippe Lecat
- 1993 : Citizen Barnes, de Philippe Pilard et Alain Jaubert (1er film tourné à la Fondation Barnes à côté de Philadelphie)
- 1996 : Melting Potes, sur les différentes communautés à Marseille, de Philippe Pilard
- 1998 : Pierre Bonnard, de M. Van Zele,
- 2000 : Alberto Giacometti,"Qu'est-ce qu'une tête ?", de M. Van Zele,
- 2003 : Henri Dutilleux, portrait et création de Correspondances à la Philharmonie de Berlin, de M. Van Zele
- 2004 : Portrait de Peter Greenaway, de Philippe Pilard,
- 2005 : Portrait de René Girard, de Pierre-André Boutang,
- 2005 : Dans la série Palettes : Gauguin d'Alain Jaubert,
- 2008 : Les Caravage du cardinal Philippe de Béthune, de M. Van Zele